# Werner Heinz Muche
Werner Heinz Muche, meist geschrieben als W. Heinz Muche, (* 8. August 1911 in Radeberg; † 10. September 1987 ebenda) war ein deutscher Entomologe, Lehrmittelhersteller und Insektenhändler.

## Leben
Muche bereitete schon während einer Gärtner-Lehre seine erste Auslandsreise vor. Sie führte ihn in 1932 für sieben Monate in die Berge Montenegros. Die Reiselust währte sein ganzes Leben lang und führte in auf alle fünf Kontinente. W. Heinz Muche arbeitete zunächst als Volontär bei der bekannten Insektenhandlung „Staudinger & Bang Haas“ in Dresden und dann als Versuchshelfer bei Heinrich Prell (1888–1962) in Tharandt. 1937 bereiste er Libyen. Der Krieg führte ihn als Soldat nach Frankreich, Russland und Nordafrika, wo er desertierte. Er wurde gefasst und zu Frontbewährung verurteilt. In der Kriegsgefangenschaft kam er in die USA, wo er in verschiedenen Bundesstaaten als Holzfäller arbeitete. Sein fortwährendes Sammeln von Insekten fiel auf, und so stieg er zum Schädlingsbekämpfer und Biologielehrer auf und kam nach Fort Devens/Massachusetts. Nach der Rückkehr aus den USA gründete er in seiner Heimatstadt Radeberg ein Fachgeschäft, in dem er selbst hergestellte Lehrmittel verkaufte. Nachdem die Firma Staudinger & Bang-Haas 1948 aufgelöst worden war, übernahm er die Insekten der Firmensammlung mit Ausnahme der Schmetterlinge. Seitdem begann er, sich intensiv mit Käfern zu beschäftigen, später fast ausschließlich mit Blattwespen. Von seinen über 150 wissenschaftlichen Arbeiten beschäftigen sich etwa zwei Drittel mit Blattwespen.
Heinz Muche war verheiratet mit Elisabeth Förster (1913–1979). Der in Botswana und Australien beheimatete Bronzeplastiker, Bildhauer und Präparator Bodo Muche war einer ihrer Söhne.
W. Heinz Muche hat zahlreiche Insektenarten neu beschrieben, auch hier hauptsächlich Blattwespen. In der zoologischen Literatur wird sein Name meist mit „Muche“ abgekürzt.

## Sammlungsverbleib
Der Großteil seiner Sammlungen ging an das Museum für Tierkunde Dresden, so auch seine Spezialsammlung der Pflanzenkäfer (Alleculidae). Die Blattwespen (Tenthredinidae) gingen an Frank Koch (Berlin), die Vespoidea über Koch an Walther (Berlin).

## Biographische Quellen
- Rolf Hertel: W. Heinz Muche – 75 Jahre. In: Entomologische Nachrichten und Berichte. 30(3), 1986, S. 130–131 (zobodat.at [PDF]).
- Rolf Hertel: Zum 75. Geburtstag des Entomologen W. Heinz Muche. zobodat.at [PDF; 1,8 MB] (mit ausführlichem Werke-Verzeichnis und einem Portrait).

| Personendaten    | Personendaten                          |
| ---------------- | -------------------------------------- |
| NAME             | Muche, Werner Heinz                    |
| ALTERNATIVNAMEN  | Muche, W. Heinz                        |
| KURZBESCHREIBUNG | deutscher Entomologe (Insektenkundler) |
| GEBURTSDATUM     | 8. August 1911                         |
| GEBURTSORT       | Radeberg                               |
| STERBEDATUM      | 10. September 1987                     |
| STERBEORT        | Radeberg                               |